# لودویگ زنفل
لودویگ زنفل (به آلمانی: Ludwig Senfl) (زادهٔ حدود ۱۴۸۶ - درگذشتهٔ میانهٔ ۲ دسامبر ۱۵۴۲ و ۱۰ اوت ۱۵۴۳) آهنگساز دورهٔ رنسانس اهل آلمان بود.